# Giovanni Maria Bononcini
Pour les articles homonymes, voir Bononcini.
Giovanni Maria Bononcini (né le 23 septembre 1642 à Zocca près de Modène, en Émilie-Romagne - mort le 18 novembre 1678 à Modène) est un compositeur et violoniste italien du XVIIe siècle.

## Biographie
Giovanni Maria Bononcini, probablement formé par Marco Uccellini, est maître de chapelle des églises San Giovanni in Monte et San Petronio à Bologne et membre de la prestigieuse Academia Filarmonica. À partir de 1671, il est dans un premier temps violoniste de cour de la duchesse Laura d'Este à Modène et, à partir de 1674 jusqu'à sa mort, maitre de chapelle à la cathédrale.
Ses trois fils, dont Giovanni Bononcini est le plus célèbre, ainsi que Antonio Maria Bononcini et Giovanni Maria Angelo Bononcini (1678-1753) sont également des musiciens.

## Œuvres
Bononcini composé des œuvres vocales et instrumentales ; il fait une nette distinction entre la sonata da chiesa et la sonata da camera. Ses 24 sonates en trio sont les précurseurs de celles d'Arcangelo Corelli. Plusieurs sonates sont notées en scordature. Dans son œuvre vocale domine la voix du soliste, pendant que l'accompagnement instrumental reste à l'arrière plan.
- op.1 Primi frutti del giardino musicale, a due violini e basso (Venise, 1666)
- op.2 Sonate da camera, e da ballo a 1, 2, 3, e 4 (Venise, 1667)
- I primi voli dell’aquila austriaca del soglio imperiale alla gloria, dramma da camera, livret de Valentino Carli, musique perdue (Modène, juin 1667)
- op.3 Varii fiori del giardino musicale, overo Sonate da camera a 2, 3, e 4, col suo basso continuo, e aggiunta d'alcuni studiosi, e osservati (Bologne, 1669)
- op.4 Arie, correnti, sarabande, gighe e allemande, a due violini e violone (Bologne, 1671)
- op.5 Sinfonie, allemande, correnti... a cinque voci (Bologne, 1671)
- op.6 Sonate da chiesa a due violini coll'organo (Bologne, 1672)
- op.7 Ariette, correnti, gighe, allemande, e sarabande; le quali ponno suonarsi a violino solo; a due, violino e violone; a tre, due violini e violone, e a quattro, due violini, viola e violone (Bologne, 1673)
- op.8 Musico pratico, traité de composition (Bologne, 1673)
- op.9 Trattenimenti musicali a tre e a quattro stromenti (Bologne, 1675)
- op.10 Cantate per camera a voce sola (Bologne, 1677)
- op.11 Partitura de' madrigali a cinque voci sopra i dodici tuoni (Bologne, 1678)
- op.12 Arie e correnti a tre, due violini, e violone (Bologne, 1678)
- op.13 Libro II. delle Cantate (Bologne, 1678)

Son traité Musico pratico (souvent cité sous l'orthographe Musico prattico) exerça une grande influence en Europe durant un demi-siècle. Le titre complet est: Musico pratico, che brevemente dimostra il modo di giungere alla perfetta cognizione di tutte quelle cose, che concorrono alla composizione de i canti, e di ciò ch'all'arte del contrapunto si ricerca: Opera ottava (Le musicien expérimenté, qui démontre brièvement le moyen de parvenir à la parfaite connaissance de toutes les choses qui concourent à la composition des chants, et pour celui qui souhaite apprendre l'art du contrepoint : œuvre huitième).